# Петар Јојић
Петар Јојић (Мокра Гора, 1889—Црна река, 1916) био је земљорадник, учесник Балканских ратова и Првог светског рата и носилац Карађорђеве звезде са мачевима.
Рођен је 26. децембра 1889. године у Мокрој Гори, данас територија града Ужица, у породици сиромашних родитеља Вукомана и Стамене. Оженио се Ковином Јовичић која му је 1912. године родила сина Милосава. Исте године је позван у Први балкански рат. 
Војни рок је служио у IV пешадијском пуку и као резервни пешадијски поднаредник прошао је кроз све борбе од 1912. до 1916. године. Посебно се истакао и показао херојско држање на Кајмакчалану, Сивој Стени, Флоки и Старковом зубу. 
Погинуо је крајем новембра 1916. године на Црној реци, данас Северна Македонија.